# Photokératectomie réfractive
La photokératectomie réfractive (PKR) (ou « kératectomie photoréfractive avec laser excimère », « kératoplastie photoréfractive », « photo-ablation excimère de surface », « photoablation excimère de surface » ou encore « photokératectomie réfractive avec laser excimère ») est la première méthode chirurgicale utilisant un laser à excimère pour le traitement des patients amétropes.

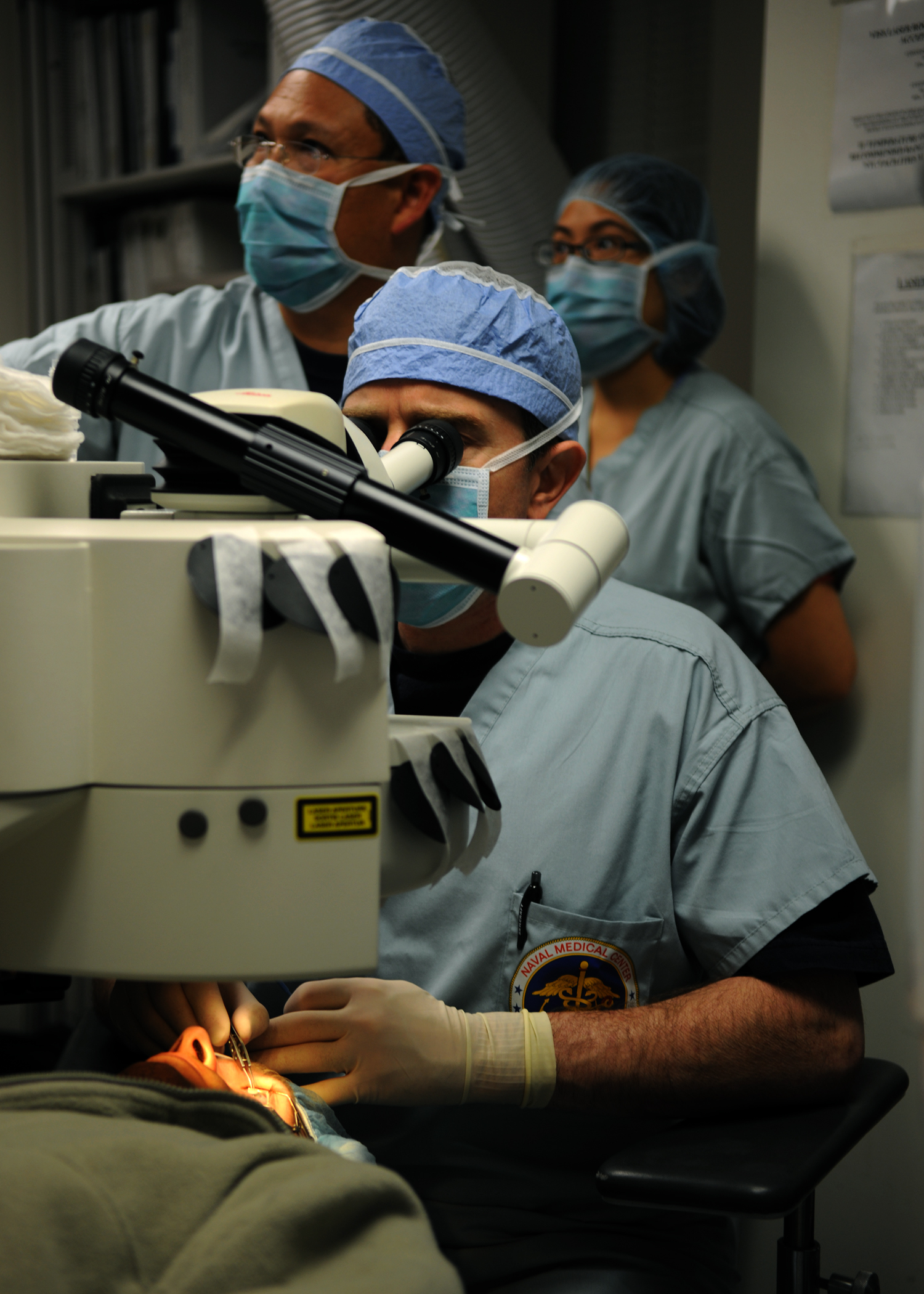
Opération de photokératectomie réfractive.

La PKR est une technique opératoire qui consiste à sculpter les couches antérieures de la cornée après avoir retiré son épithélium. (grâce à quelques gouttes d'une solution éthanoïque) Le chirurgien a alors accès au stroma qu'il va pouvoir vaporiser grâce au laser à excimère. La quantité à retirer est calculée par ordinateur via les paramètres optiques programmés par le chirurgien. 
- Dans le cas d'un œil myope l'ablation est centrale afin d'aplatir les rayons kératométriques (principe d'une correction moins concave)
- Dans le cas d'un œil hypermétrope l'ablation est périphérique afin de faire ressortir la partie centrale de la cornée (principe d'une correction convexe)

L'épithélium cornéen se renouvellera en trois jours et durant ce temps, des sensations de sable dans les yeux et vision trouble seront normales.
La photokéractectomie réfractive est devenue très courante pour le traitement des myopies faibles et modérées (moins de cinq dioptries). Elle est également employée lorsque l'épaisseur cornéenne des patients est trop faible pour supporter une opération de type Lasik. C’est aujourd’hui une méthode économique et éprouvée depuis des années. Mais elle comporte quelques inconvénients : un inconfort post-chirurgical (avec une gêne oculaire et parfois même des douleurs) et une longue période de récupération visuelle.

## PKR transépithéliale
La photokératectomie réfractive transépithéliale (tPKR ou TransPKR) est une évolution récente de la PKR, substituant la desépithélialisation manuelle de la cornée par une désépithélialisation au laser. La chirurgie s'effectue ainsi en intégralité au LASER, un unique laser excimer retirant l'épithélium et sculptant le stroma. En comparaison de la PKR classique, les bénéfices sont :
- Un temps opératoire réduit
- Une opération sans contact
- Un inconfort post chirurgical réduit (douleurs et flou visuels moins intenses qu'après PKR classique).